# Mine (gisement)
Pour les articles homonymes, voir Mine.

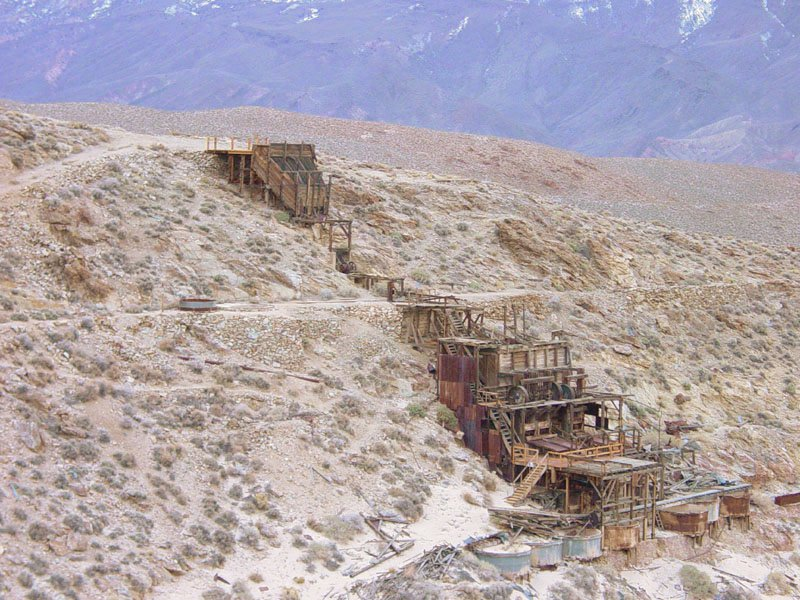
Ancienne mine d'or de Skidoo, dans la Vallée de la Mort en Californie.

Une mine est un gisement exploité de matériaux (par exemple d'or, de charbon, de cuivre, de diamants, de fer, de sel, d'uranium, etc.). Elle peut être à ciel ouvert ou souterraine.
Dans les années 1980, environ vingt milliards de tonnes de matériaux étaient extraits annuellement des seules mines à ciel ouvert dans le monde, dont plus de la moitié des minerais alors que plus de six milliards de tonnes de charbon, 1,6 milliard de tonnes de minerai de fer, 190 millions de tonnes de minerai d'aluminium sont présumés extraits du sous-sol par des galeries et puits au début du XXIe siècle.
La distinction entre mine et carrière tient à la nature du matériau extrait (stratégique ou précieux pour la mine, de moindre valeur pour la carrière). En France, cette distinction est définie par le droit minier.
L'existence des mines remonte à la Préhistoire, où certains puits et galeries étaient creusés dans la craie pour l'extraction du silex, et d'autres servaient à l'extraction de minerais (fer et cuivre notamment).
À partir du XIXe siècle, les progrès techniques et de la géologie ont permis d'exploiter plus rapidement des gisements de plus en plus profonds, jusque sous la mer à partir d'une plate-forme de forage, non sans impacts environnementaux, sociaux et sanitaires directs ou indirects. L'extraction minière est responsable d'un grand nombre de morts, dans les galeries, ou à la suite de la silicose, l'asbestose ou à des cancers dus à la radioactivité. Les déchets, poussières des « stériles minières » sont parfois à l'origine de pollutions graves différées dans l'espace ou le temps (à partir des métaux lourds notamment). Certaines mines ont engendré un phénomène d'acidification du milieu, auto-entretenu (ce phénomène est dit « drainage minier acide »). Des mines abandonnées sont aussi à l'origine d'effondrement du sol superficiel. Des séismes induits peuvent être produits par les grandes mines.
En France, il y a eu de très nombreuses mines dans presque toutes les régions. Les gisements de charbon se trouvent dans le Nord-Pas-de-Calais (plus grand réseau de galeries souterraines au monde), en Lorraine (où l'on trouvait également des gisements importants de minette), dans le Massif central, en Provence, dans le Sud-Ouest (exemple : Carmaux) mais aussi autour de Saint-Étienne. L'Ukraine et la Russie possèdent aussi de nombreux gisements de charbon (exemples : Donbass et Sibérie). Le Royaume-Uni possède quant à lui d'importants gisements de charbon au nord (Lowlands en Écosse), au Pays de Galles, autour de Manchester, dans le centre (Midlands) et dans le Yorkshire.

## Histoire

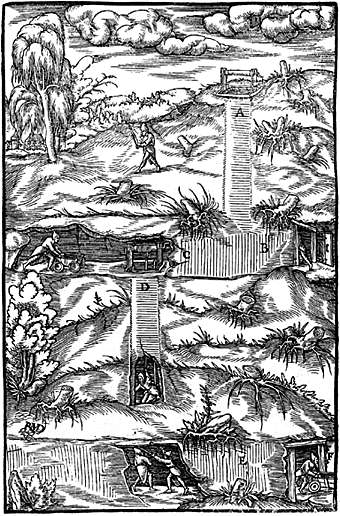
Puits pour la recherche de silex, illustration de De Re Metallica, Agricola, 1556.

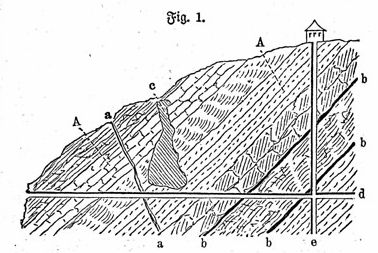
Schéma d'une exploitation minière en montagne, extrait du Meyers, 1890.

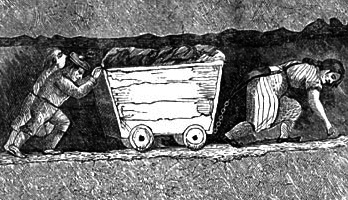
La mine, c'était aussi l'exploitation des enfants ; ici en 1853 les « esclaves blancs d'Angleterre », livre de John Cobden.

### Préhistoire
La mine la plus ancienne attestée est la mine d'hématite de Ngwenya au Swaziland, datée de 42 000 ans et toujours en exploitation.
L'exploitation du sous-sol date au moins de la fin du Néolithique en Europe. Les hommes creusaient déjà dans la roche des puits et des galeries parfois de plusieurs dizaines de mètres pour la recherche de minéraux variés (silex, ocre, variscite, etc.), au moyen d'outils rustiques mais efficaces tels que des galets de roche dure utilisés comme broyeurs.
Comme en témoignent certains restes préhistoriques de charbon de bois retrouvés dans d'anciennes petites mines de par le monde, l'homme préhistorique a précocement appris à aussi utiliser le feu et peut-être le feu et l'eau pour disloquer la roche et « ouvrir » des mines (technique confirmée par l'expérimentation et l'archéométrie) ; et même le feu a-t-il été utilisé pour « l'abattage » dans les galeries, notamment dans le sud de la France).
Les archéologues ont ainsi retrouvé dans les années 1980 des traces de ces techniques minières préhistoriques, plus d'une dizaine de mines de cuivre (avec un peu d'antimoine et d'argent). Ces mines ont été creusées dans la région de Cabrières dans l'Hérault il y a plusieurs milliers d'années (4310 ± 75 BP), à la fin du Néolithique, et étaient considérées à l'époque de leur découverte comme le plus vieux site minier de France,.

### Antiquité
Les premières constructions en pierre ont été une origine probable aux premières carrières, et l'agriculture aux premières marnières. Il fallait creuser le sol pour extraire de la pierre ayant une qualité suffisante pour bâtir et certaines pierres se taillent plus facilement aussitôt extraites, avant qu'elles ne durcissent[réf. souhaitée].
En creusant en profondeur, on atteignait une couche de roche non dégradée par la microfaune et flore du sol, ou les racines d'arbres (une « veine »), puis on creusait horizontalement pour extraire la roche de cette couche (la couche suivant les plis géologiques). Ces puits et couloirs pouvaient ensuite servir à se protéger des agressions[réf. souhaitée].
On trouve la trace dès la très haute Antiquité de l'extraction de l'argent, du cuivre et du plomb dans les mines du Laurion, à une cinquantaine de kilomètres au sud d'Athènes. À l'époque classique, les Athéniens déployèrent une énergie et une inventivité spectaculaires pour en tirer le maximum de minerai. Au XXIe siècle, de nombreux vestiges de ces mines (puits, galeries, ateliers de surface) marquent le paysage de la région.
À l'époque de l'Empire romain de nombreuses et importantes exploitations minières se développent dans certaines régions comme l'Hispanie ainsi que dans les Balkans en Dalmatie et en Mésie et plus tard en Dacie. L'exploitation minière romaine est connue par les textes des auteurs anciens comme Strabon ou Pline l'Ancien, ainsi que par des inscriptions, comme les tables de bronze de Vipasca, règlement d'un district minier situé près de l'actuelle ville d'Aljustrel au Portugal ou encore comme les inscriptions figurant sur les lingots de métal. Les fouilles archéologiques ont aussi révélé différentes techniques d'extraction et le matériel utilisés par les mineurs. Ceux-ci appartenaient à des catégories de population variées : si sous la République la main d'œuvre servile semble avoir dominé, sous l'Empire romain l'importance des travailleurs salariés locaux semble s'être considérablement accrue. Bien des sites miniers romains sont cependant encore mal connus.

### Époque médiévale

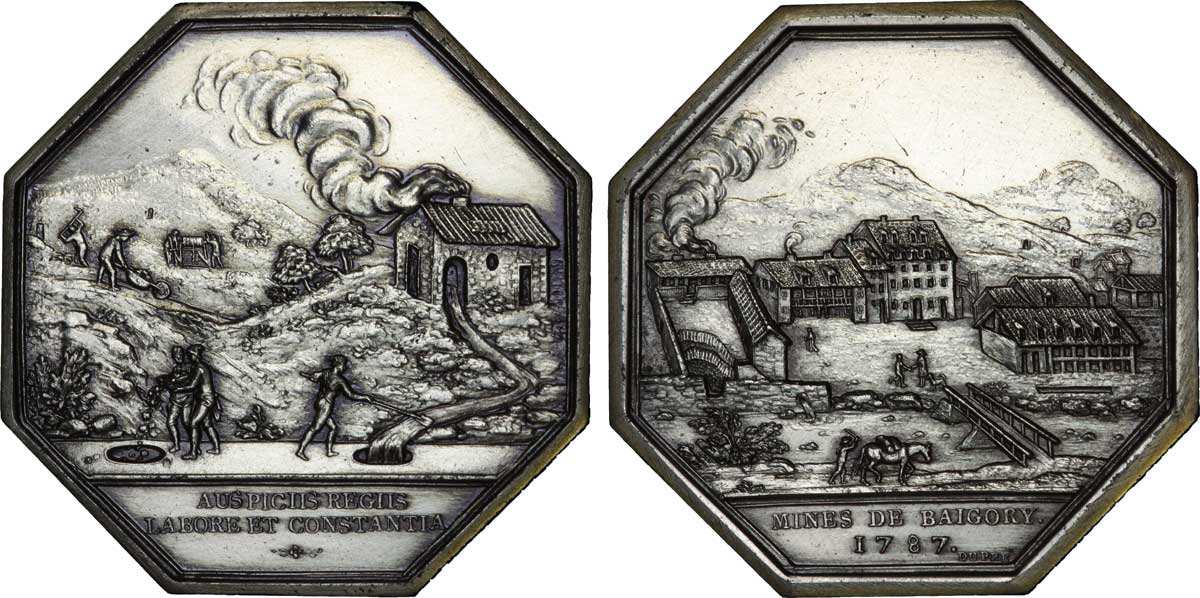
Mines et forges de Baigorry, original de 1787 refrappé en 1970. Description revers : Scène représentant l'extraction du minerai et son traitement dans les hauts fourneaux ; à droite, laveries.

Le Moyen Âge a vu l'exploitation de mines dans presque tous les pays d'Europe, que ce soit des mines de fer ou de non ferreux. Très abondant à la surface de la planète, le minerai de fer est disponible dans de petits gisements à la surface du sol ou à faible profondeur. Les hommes du Moyen Âge ont surtout exploité les gîtes de ce type qui n'exigeaient pas d'équipements sophistiqués. La diffusion du procédé indirect de réduction du minerai, apparu au XVe, a considérablement transformé les conditions d'extraction. La demande de plus en plus importante, la possibilité de traiter des minerais moins fusibles, ont conduit à rechercher des gisements plus abondants même si leur qualité était moindre.
Dans la majorité des cas, les métaux non-ferreux provenaient de mines ouvertes pour produire de l'argent presque à partir de minerais complexes tels que du sulfure de cuivre et du sulfure de plomb. Pendant longtemps, la galène, plus facile à traiter, a fait l'objet de l'extraction la plus intensive. À l'époque des Carolingiens, les mines de Melle, en Poitou, fournissent la part la plus importante de l'argent produit dans l'Empire carolingien. Au XIe siècle, d'autres centres d'extraction apparaissent dans le Harz, en Forêt-Noire et dans le massif des Vosges.
Le XIIe siècle, temps de croissance des échanges et d'instauration de pouvoirs nouveaux, connaît une intense activité minière en Italie, en Europe centrale et en France.
Au cours du XIIIe siècle, l'Italie continue d'être un producteur important. Cependant, l'Europe centrale, en particulier la Bohême, prend la première place. Les mines françaises connaissent aussi un grand développement : le premier règlement minier français conservé, la charte d'Hierle en Languedoc, date de 1272. Alphonse de Poitiers, frère de Saint Louis, s'attache à développer la production minière dans ses domaines du Midi.
La crise européenne du milieu du XIVe siècle au milieu du XVe siècle conduit à un bouleversement de l'activité minière qui recule en France et en Italie, mais qui reste forte en Europe centrale.

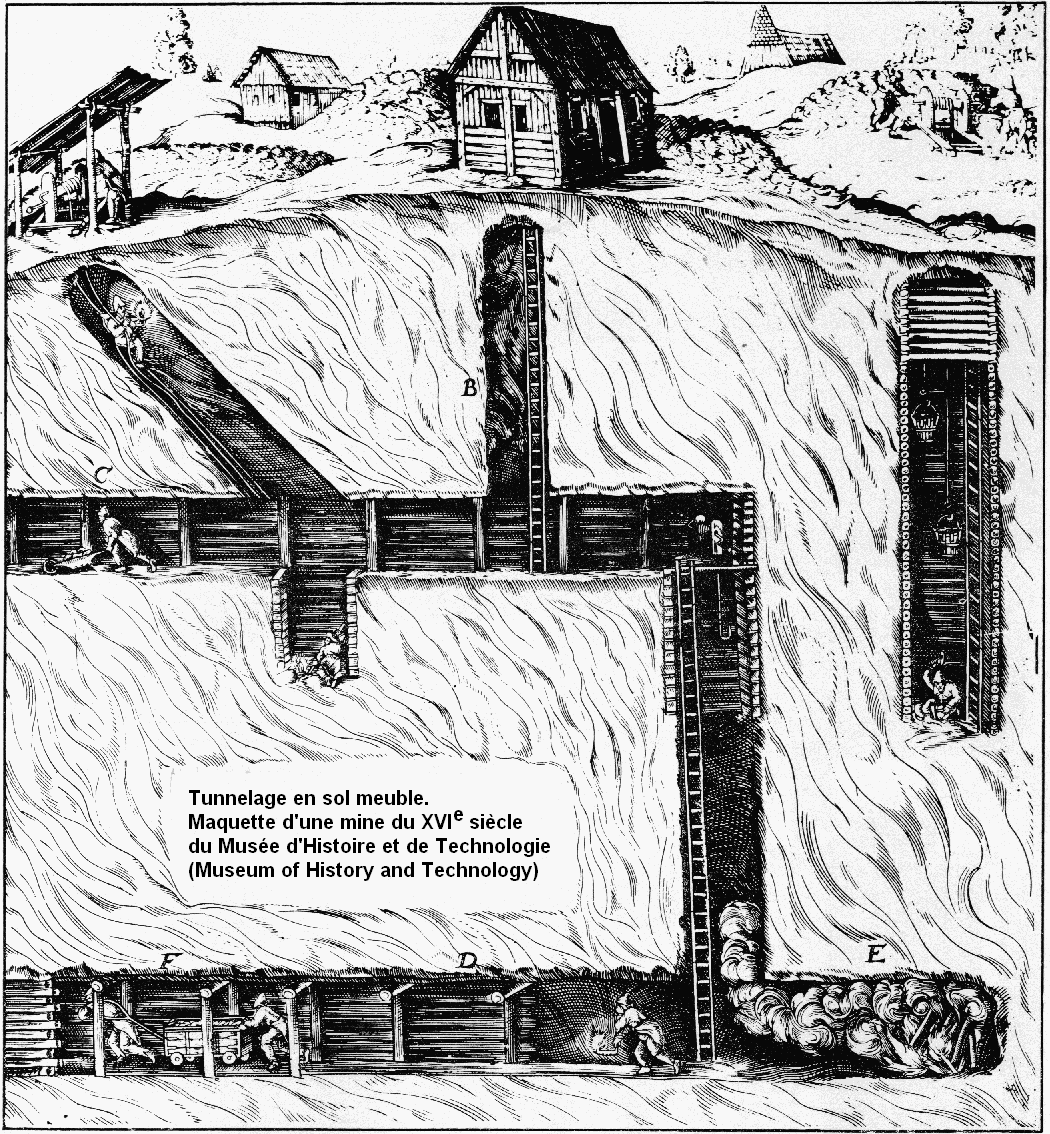
Tunnelage en sol meuble, XVIe siècle, Museum d'Histoire et de Technologie (Museum of History and Technology), Project Gutenberg

La seconde moitié du XVe voit un nouvel essor de la production dans laquelle s'impliquent les plus grandes fortunes. C'est le cas de Jacques Cœur ou encore de Jacob Fugger. Dans le même temps se met en place un nouveau système d'exploitation fondé sur le transport par roulage et par l'usage de plus en plus important de l'énergie hydraulique.

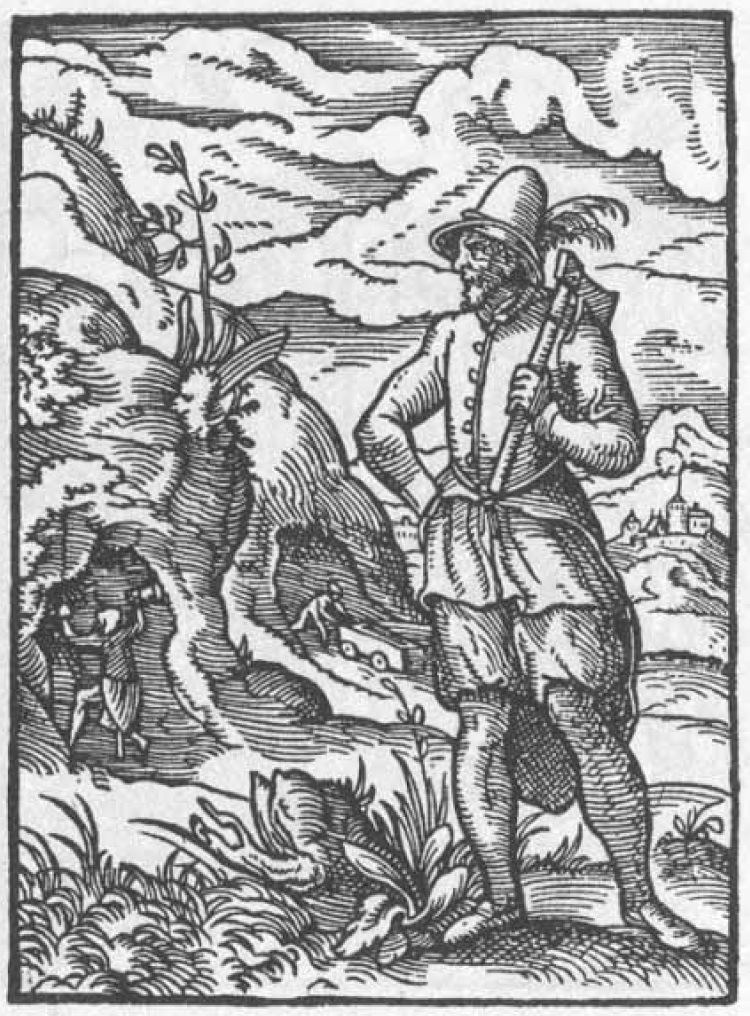
Mineurs, image du recueil Das Ständebuch (« le Livre des métiers ») par le graveur suisse Jost Amman (1568)

### Époque moderne
Jacob Fugger, banquier à Augsbourg, est le plus grand entrepreneur minier de la Renaissance. Il contribue à financer la politique de Charles Quint et prend le contrôle des mines de cuivre de Neusohl en Hongrie (en Slovaquie actuelle) mais doit les abandonner en 1546 en raison des complications nées des guerres austro-turques et des guerres de religion entre catholiques et protestants. Il obtient des Habsbourg le monopole des mines d'argent et de cuivre du Tyrol. Les mines d'argent d'Europe centrale sont la principale source du marché européen : le traité De re metallica ( « Sur les métaux ») publié en 1556 par l'humaniste allemand Georgius Agricola témoigne d'un cycle de production à son apogée au moment où le marché européen commence à sentir l'afflux des métaux précieux causé par la conquête espagnole de l'Amérique.
Les mines d'argent du Potosi dans la Vice-royauté du Pérou (aujourd'hui en Bolivie) sont exploitées à partir de 1545, et celles de Zacatecas en Nouvelle-Espagne (actuel Mexique), à partir de 1548. Les techniques sont très rudimentaires comparées à celles en usage en Europe centrale et l'exploitation dépend du travail de milliers d'Indiens soumis à la corvée, la mita, au prix d'une forte mortalité.
Au XVIIe siècle, l’exploitation du fer Oregrounds en Wallonie puis en Suède donne un grand essor à la production d'acier. L'exploitation du charbon de terre, longtemps confinée à quelques régions comme le pays de Liège, se développe au XVIIIe siècle et marque le début de la Révolution industrielle.

### Époque contemporaine
L’ONU (UNCTAD) distingue trois types d'exploitation :
- les grandes mines (plus de 40 employés) extraient la presque totalité des ressources prélevées ;
- les petites mines (moins de 40 employés) produisent moins de 50 000 t/an (100 000 à 200 000 t/an pour les matériaux), pour un investissement de moins de 1 M€, et un chiffre d’affaires annuel inférieur à 1,5 M€. Leur durée de vie est généralement de moins de 5 ans. Ces mines se sont fortement développées dans les années 1985-2005, notamment dans les pays pauvres et parfois, plus ou moins anarchiquement, dans certains pays riches (France/Guyane par exemple, avec l'orpaillage) ;
- les mines artisanales sont ouvertes par des individus (parfois anarchiquement et sans déclaration, voire illégalement) de manière opportuniste et souvent avec des employés qui cherchent là une ressource de survie avec des moyens rudimentaires et traditionnels. L'activité est souvent saisonnière, complémentaire aux cultures, à la pêche et à la chasse. Elle peut être une source de revenus très importants pour les habitants, mais provoque parfois des dégâts environnementaux (ruées vers l'or ou le diamant) et sanitaires (empoisonnement de l'environnement et populations par le mercure des orpailleurs).

Sur la planète au début du XXIe siècle, quinze millions d'artisans-mineurs environ se livreraient à cette activité. Ce nombre a doublé en dix ans. En Afrique, 4,5 à 6 millions de personnes creusent des mines durant toute ou une partie de l'année, dont 30 % à 40 % sont des femmes. De cette population dépendent environ 40 millions de personnes, soit 1 Africain sur 20. Certains auteurs estiment que ce mouvement va encore s'amplifier dans les zones riches en ressources et que par exemple au Zimbabwe, le nombre d’artisans-mineurs pourrait tripler de 2000 à 2010.
Les cinq principaux majors dominant la scène mondiale au début du XXIe siècle sont BHP Billiton, Rio Tinto, Vale, Xstrata et Anglo American, ces compagnies qui disposent de la maîtrise technologique et oligopolistique étant de plus en plus en compétition avec les compagnies des pays émergents.
Plusieurs exploitations minières ou projets miniers font face à des contestations de la part des communautés locales. En plus des permis règlementaires à obtenir, les compagnies doivent aussi s'assurer d'avoir un "permis social d'opération" qui permet aux activités de se dérouler dans un cadre acceptable pour la population touchée,

## Techniques d'exploitation
L'exploitation des mines pose de nombreux problèmes, et fait donc intervenir de nombreux domaines des sciences. C'est la raison pour laquelle dans la plupart des pays se sont créées des écoles spécifiques d'ingénieurs, les écoles des mines.
Les mines de charbon sont organisées par étages à partir desquels on exploite les couches. Chaque mineur creuse une couche pour en extraire le charbon que l'on charge ensuite dans des berlines. Ce travail est très difficile car il faut creuser de façon à ne pas faire effondrer la galerie, en plus de cela, il y règne une chaleur étouffante, car il n'y a quasiment pas d'air qui circule. Le seul moyen trouvé pour créer une ventilation a été de construire au minimum deux puits. Le premier sert à la montée et la descente des mineurs et la montée du charbon. L'autre sert seulement à la ventilation.
En remontant une tonne de charbon, on extrait sept tonnes de sous-produits (éventuellement susceptibles de contenir des toxiques ou de poser des problèmes via la poussière ou la turbidité des eaux de ruissellement) que l'on évacue sur les terrils ou des bassins (ex : bacs à schlams des exploitations de charbon).

### Prospection
Elle s'appuie sur les données géologiques et historiques, la découvertes de gîtes minéraux bénéficiant aussi des progrès de la Géochimie, des techniques de sondages (sismiques notamment) et de la modélisation. Des SIGs miniers sont ainsi apparus qui aident les prospecteurs en leur donnant un accès combiné au MNT (Modèle numérique de terrain), à l'imagerie satellitale, aux cartes géologiques (métadonnées), aux données concernant le risque sismique, le volcanisme, aux ressources géothermales connues, aux gisements connus, aux données géochronologiques, flux de chaleur, gravimétrie, tomographie 3D, risques naturels, cadastres, données environnementales (trame verte, pollutions, pédologie…), etc.

### Terrassement
Il s'appuie sur la Géophysique et la Résistance des matériaux et sur les ressources locales disponibles, en prenant de plus en plus en compte, en amont les besoins de renaturation et restauration écopaysagère du site en fin de vie, voire durant les différentes phases de l'exploitation. Les grands projets font l'objet d'une étude d'impact approfondie, et de mesures compensatoires ou conservatoires.

### Puits et galeries

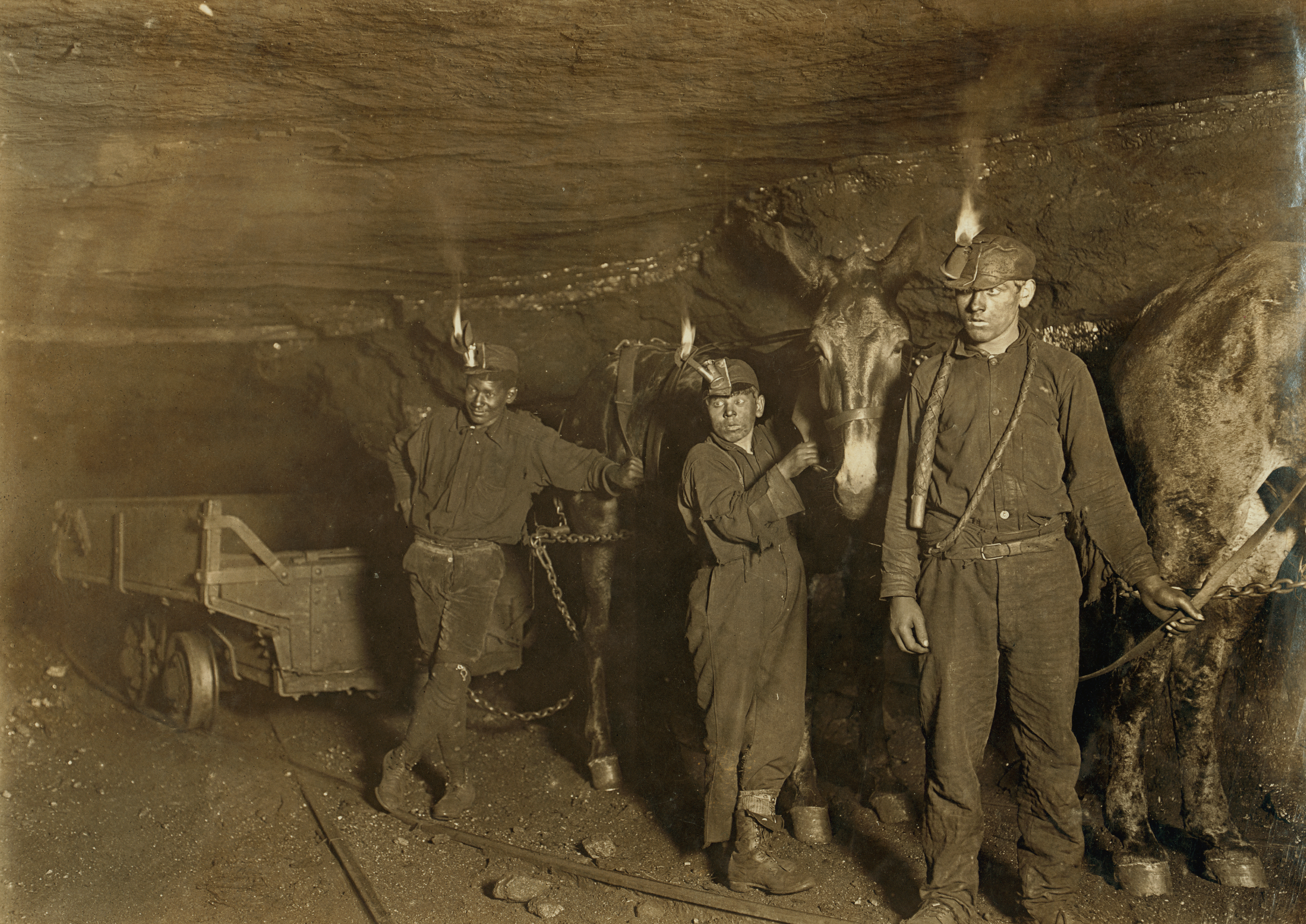
Les enfants étaient fréquemment employés pour descendre dans les mines de charbon. Photographie de 1908.

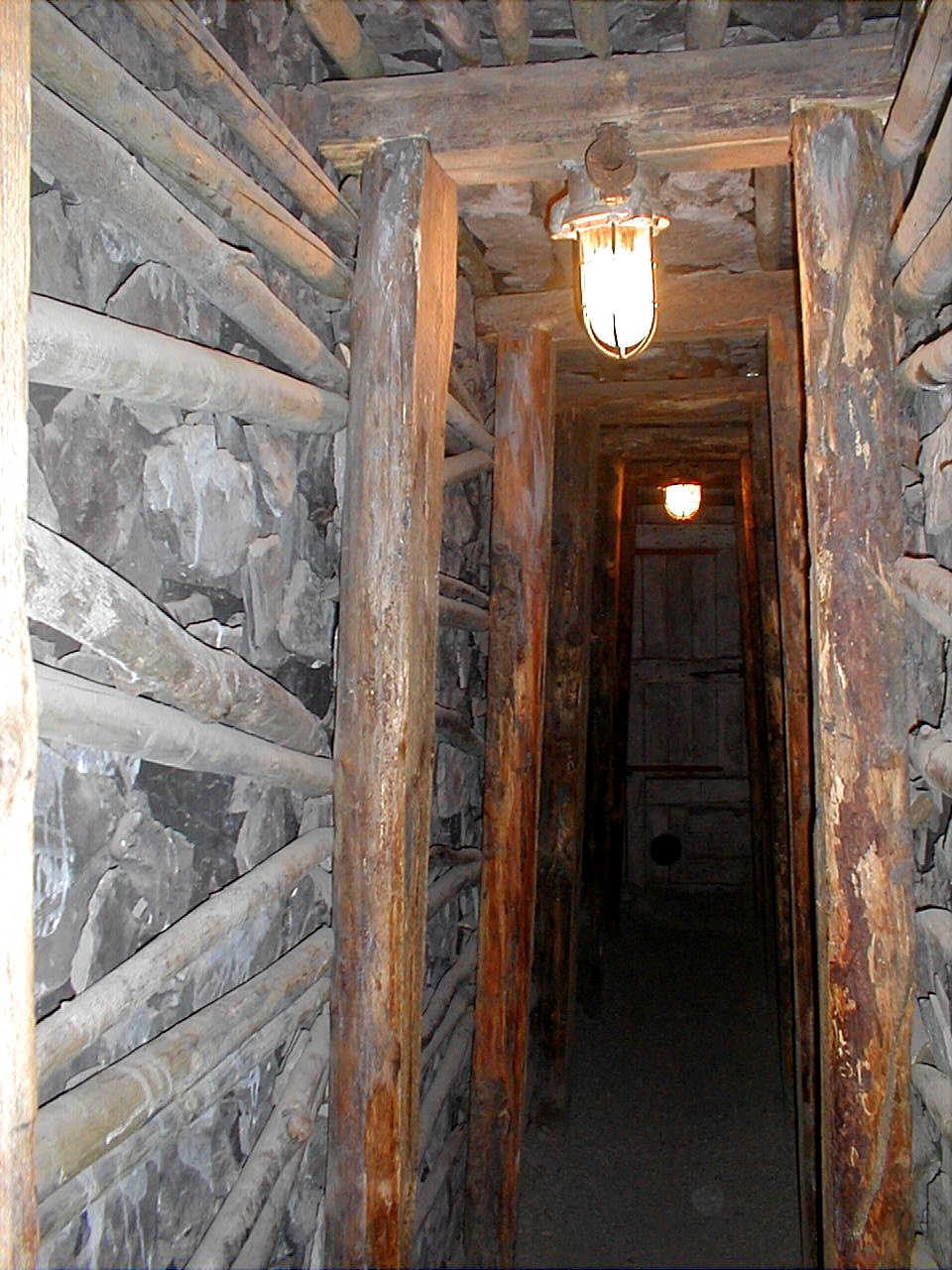
Reconstitution d'une galerie.

#### Puits
Il existe différents cas de figure pour atteindre le gisement à exploiter et permettre l'évacuation des produits. Si le gisement est relativement horizontal (en plateure) et si la couche de morts-terrains n'est pas trop épaisse, on pourra exploiter à ciel ouvert (voir ci-dessous).
Si le gisement affleure dans une zone accidentée, par exemple des collines surplombant une vallée, on pourra atteindre et exploiter le gisement par des galeries horizontales (les fendues du bassin de la Loire) débouchant à flanc de coteau. C'est, par exemple le cas dans le bassin ferrifère de Lorraine pour les mines d'Hussigny-Godbrange, Charles Ferdinand ou Kraemer.
Par contre, si le gisement n'affleure pas du tout ou n'affleure pas dans de bonnes conditions il faudra creuser (on dit foncer) des puits afin de l'atteindre. C'est la solution la plus coûteuse pour l'exploitation et la moins rentable, c'est aussi la majorité des cas. Les deux solutions peuvent aussi se combiner (cas des mines de La Mure ou de la mine de fer de Soumont).
Le cas de la mine de fer de Saint-Rémy-sur-Orne, en Normandie, est intéressant puisqu'une partie du gisement est au-dessus du carreau de la mine. La majorité des produits sont toutefois descendus au-dessous du niveau du puits, roulée jusqu'au puits pour être remontée au niveau du carreau pour y être traitée, solution moins coûteuse qu'une sortie à flanc de coteau dans une zone pauvre en routes et moyens d'évacuation.
Le puits dessert les différents étages d'exploitation, chaque niveau s'appelle une recette ou accrochage.

#### Tailles et travers-bancs
On distingue les tailles des travers-bancs. Les tailles servent directement à l'exploitation du gisement. En général pour exploiter un gisement on creuse une galerie de tête la plus haute et une galerie de base la plus basse. Le gisement est découpé en panneaux entre ces deux galeries et délimités par des tailles transversales les joignant. Ces tailles permettent d'exploiter le massif mais aussi d'organiser l'aérage, c'est-à-dire la circulation de l'air dans les travaux. La galerie de base permet également l'évacuation des produits abattus (le déblocage) vers le roulage qui les emmènera ensuite vers le puits d'extraction. Les galeries peuvent être taillées dans le produit exploité (charbon, minerai) en général ou au rocher de part et d'autre de la couche. La galerie de roulage détermine le niveau de la recette du puits. L'ensemble des travaux qui permettent la délimitation d'un panneau s'appellent les travaux préparatoires (ou traçage). Ils sont bien sûr fondamentaux.
Les travers-bancs sont presque toujours creusés au rocher ; ils permettent la liaison entre le ou les puits et le gisement exploité (galerie de roulage). En effet en général les puits sont foncés non dans le gisement mais à l'extérieur dans le rocher. Un puits creusé dans le charbon par exemple, entraîne une perte de l'exploitation puisqu'il faudra maintenir autour du puits une zone non exploitée dite stot de sécurité ou investison (de tels stots sont obligatoires sous les zones habitées, les routes, les chemins de fer…).
Le même raisonnement vaut pour les mines exploitées à flanc de coteau. Dans ce cas les fendues débouchent directement au jour à flanc du coteau. Depuis la catastrophe de Courrières, il y obligation d'avoir au moins deux débouchés au jour (2 puits ou 1 puits et 1 débouché à flanc de coteau par exemple).
Pour relier les différents niveaux d'exploitation entre eux (on parle aussi d'étage) la liaison peut se faire soit par le puits, soit par un bure (ou faux-puits) soit encore par plan incliné. On appelle bure un puits intérieur ne débouchant pas au jour reliant deux niveaux. Le plan incliné est une galerie ou travers-bancs plus souvent incliné et généralement muni d'un treuil afin de hisser les berlines ou d'un convoyeur à bande.

### Le soutènement
La technique du soutènement a pour objet l'ensemble des travaux utiles pour maintenir les excavations souterraines.

### Le chargement
Le chargement est l'opération qui consiste, juste après l'abattage, à charger manuellement ou mécaniquement le minerai extrait en vue de son évacuation par berlines ou par convoyeurs (voir roulage) vers le puits.
Le chargement peut être manuel (pelletage) ou mécanisé (scraper, pelles à godets, chargeuses à pattes de homard).

### Le roulage

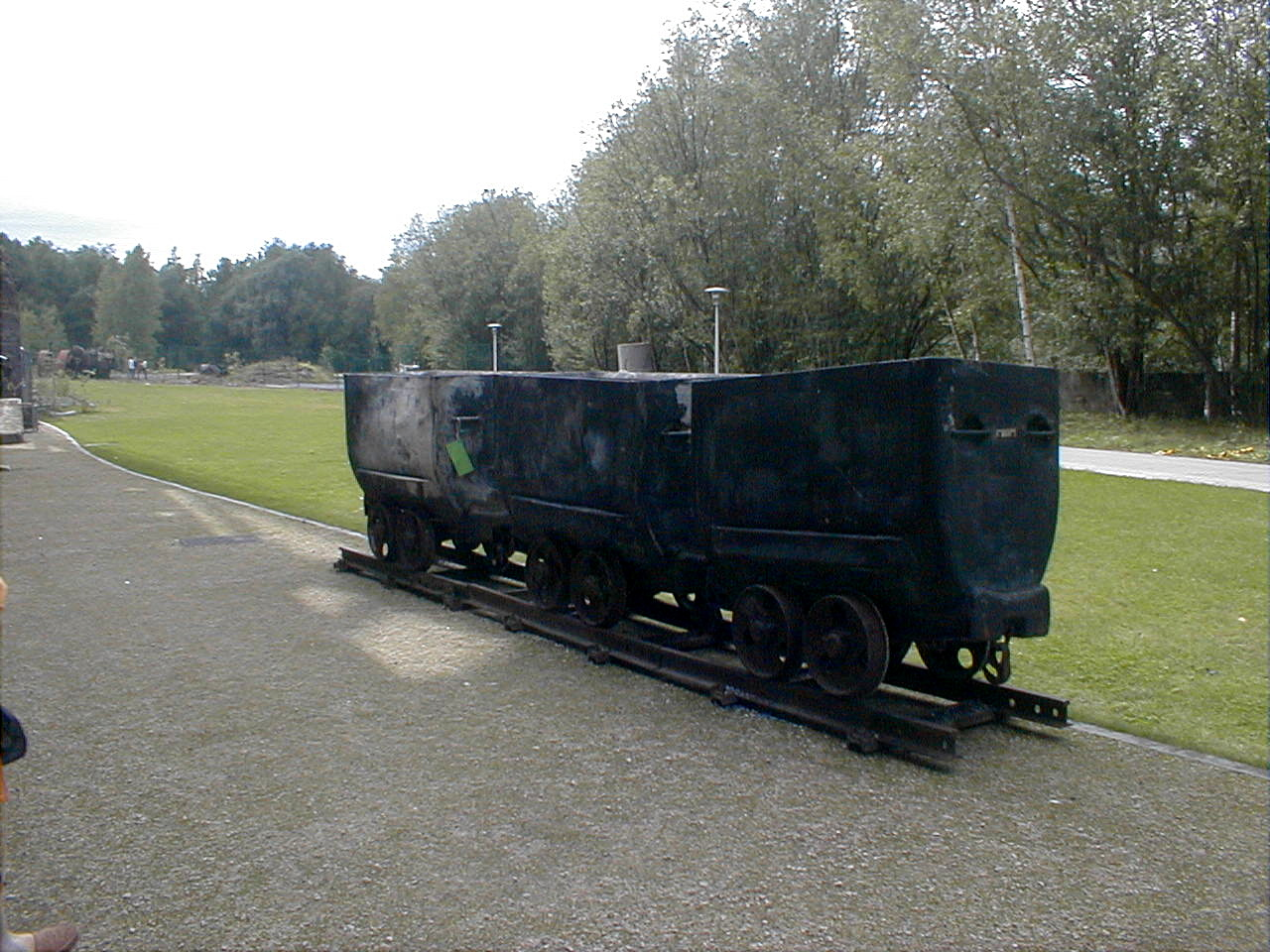
Chariots.

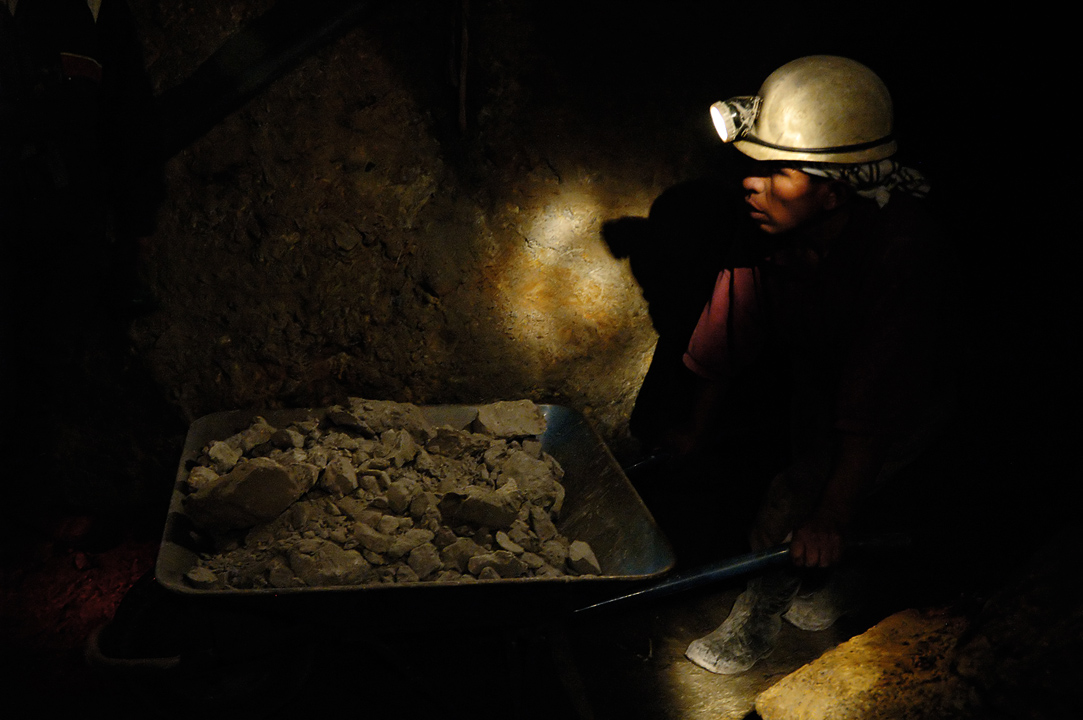
Mineur bolivien extrayant des débris à l'aide d'une simple brouette.

Le roulage est le transport des produits (charbon, minerai mais aussi le stérile) depuis le front de taille (ou plus exactement depuis le point de chargement du système de déblocage des chantiers) jusqu'à la recette inférieure du puits d'extraction, puis éventuellement, depuis la recette supérieure du puits aux ateliers de traitement. Le transport des produits, dans les mines industrialisées, s'effectue dans des bennes (ou berlines) de contenance variée selon les exploitations (de 500 litres à 25 000 litres) traînées à bras dans les exploitations non mécanisées, par un cheval (ou âne ou mulet) puis par locotracteurs, électrique, air comprimé, essence ou diesel ou tout simplement par gravité. Il s'agit en général de voies étroites inférieures à 1 m de large. Le roulage est un facteur fondamental dans l'exploitation d'une mine, il conditionne en effet, avec le puits, la capacité d'extraction.

### L'extraction
Avant de passer à l'exploitation industrielle souterraine, les régions minières connaissaient souvent une exploitation artisanale de couches affleurantes. Il s'agissait d'exploitation à ciel ouvert connue sous le nom de cayat, cayauderie, perrières (dans le bassin houiller de la Loire). Il est à remarquer que bien que les anciennes régions minières ont toutes de nombreuses rues du cayat, le sens de l'expression s'est perdu.

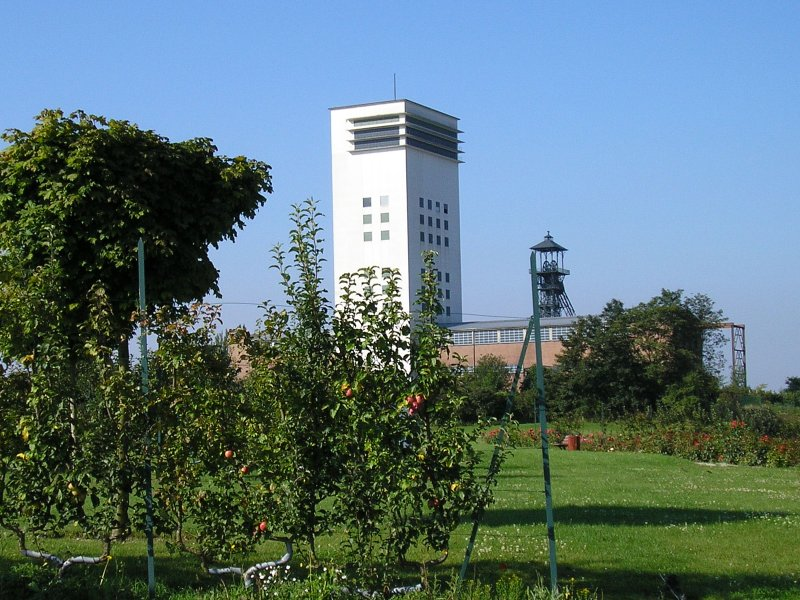
Chevalements 19 et 11 à Loos-en-Gohelle.
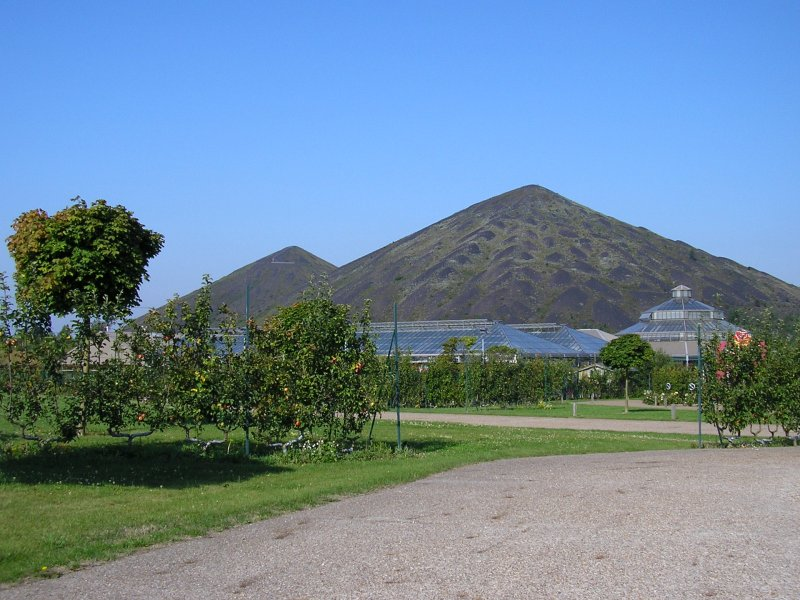
Terrils du 11-19 à Loos-en-Gohelle.

- Les câbles

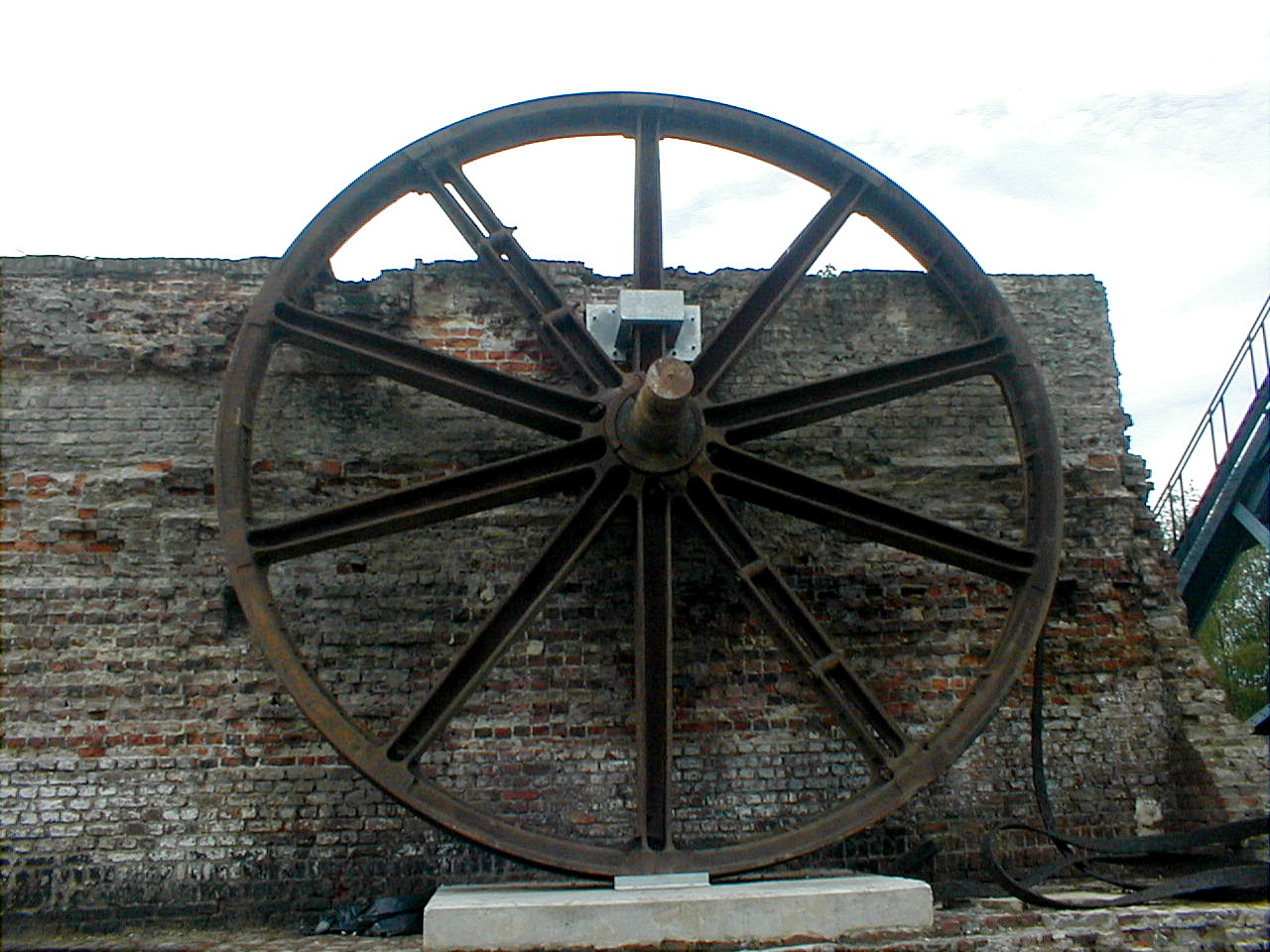
Roue du châssis à molette.
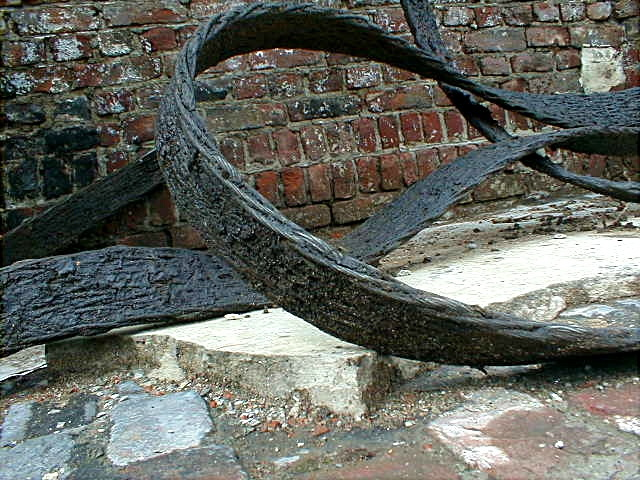
Câble tressé à plat pour manœuvrer les cages d'ascenseurs.
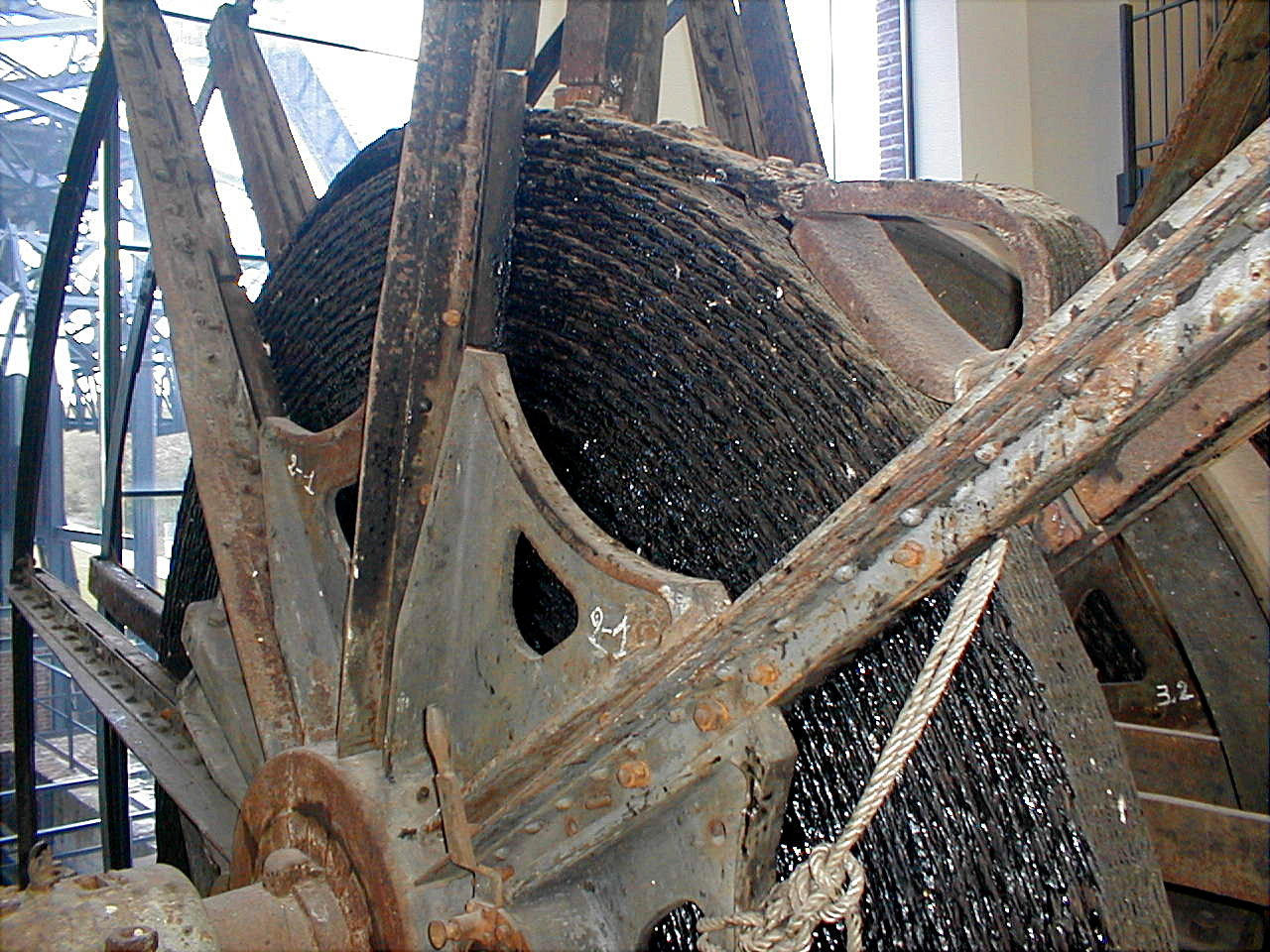
Câble dans son logement dans la salle des machines.

- Les appareils d'extraction
- Le transport du personnel

« La cage ». À l'intérieur, on met quatre-vingts hommes. Mains sur les épaules du gars d'en-face, il faut tenir l'équilibre quand elle plonge au fond, secouée comme une rame de métro. Mais ceci ne concerne pas l'ensemble des puits français. Les dernières technologies (puits Yvon Morandat de Gardanne, en Provence) étaient si évoluées qu'une descente à plus de 1 000 m de profondeur ne produisait aucun effet sur les hommes. La cage pouvait contenir 132 personnes et aucune vibration ne se faisait sentir.

### L'exhaure
- L'évacuation des eaux
- Les pompes

### L'aérage

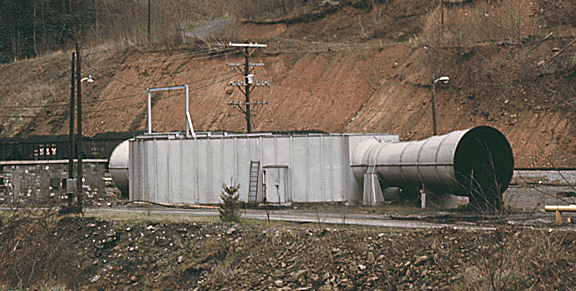
Mécanisme d'insufflation d'air frais dans une mine de charbon aux États-Unis).

L'aérage ou la ventilation est l'alimentation en air frais d'une mine.
- Atmosphère des mines: importance de la lutte efficace contre l'empoussiérage pour prévenir la silicose,
- Ventilation des mines contre l'accumulation de CO, CO2, méthane, grisou.
- Les ventilateurs pulsent ou extraient de l'air.
- Certaines conceptions des réseaux de puits facilitent la circulation de l'air
- La ventilation est souvent un problème critique dans les galeries souterraines artisanales ou illégales.

Les mineurs emportaient autrefois un canari en cage, qui lorsqu'il s'agitait, ou même mourait, ou encore donnait des signes de suffocation était le signe qu'il fallait remonter[réf. nécessaire].

### L'éclairage

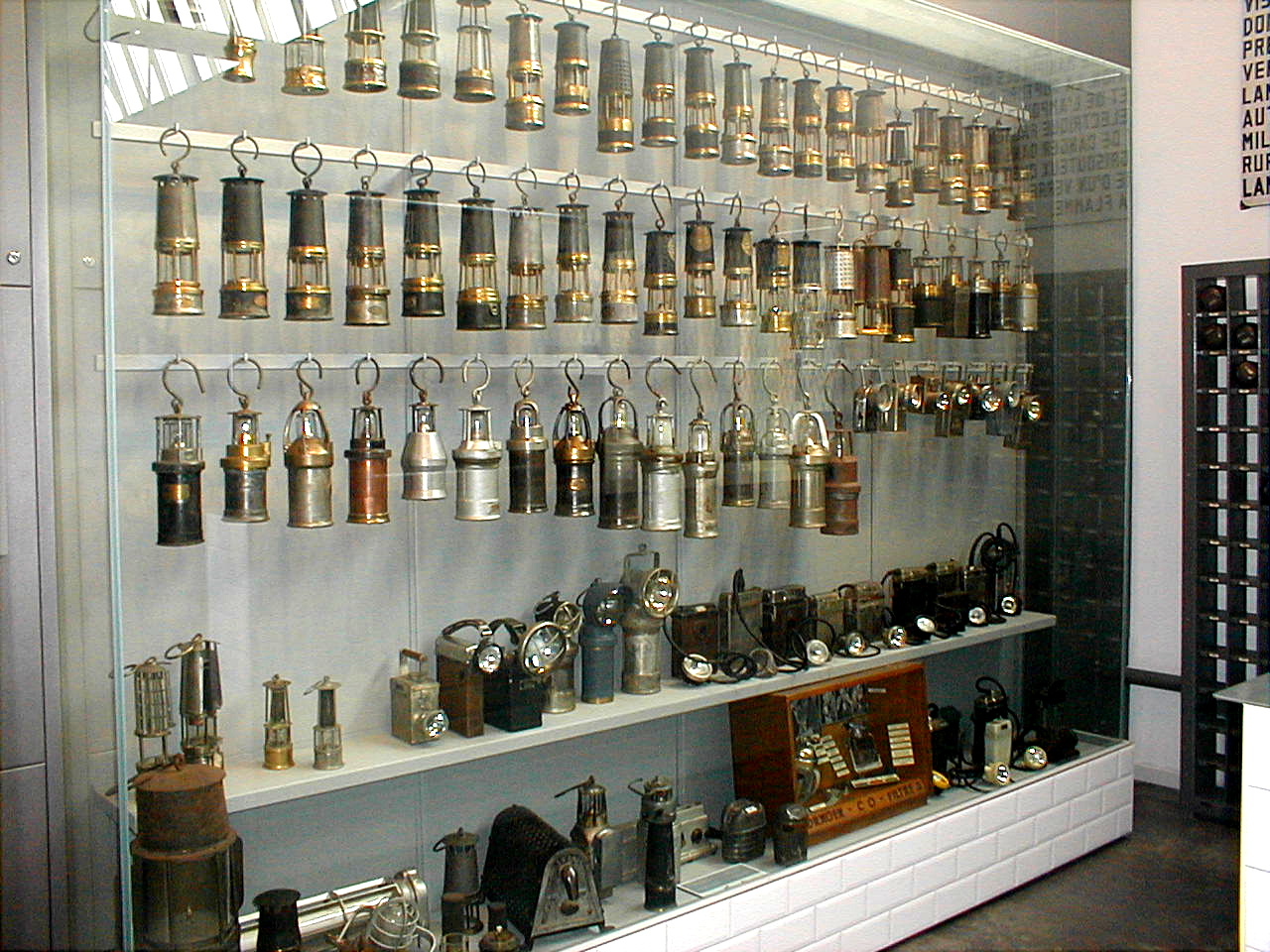
Collection de lampes de mineurs, Bois du Cazier.

L'étude de l'éclairage ne présente qu'un intérêt secondaire dans les mines exemptes de grisou ou de poussières.
- Éclairage à feu nu :
  - depuis l'Antiquité, les mineurs se sont éclairés grâce à des chandelles de suif. Les mineurs les utilisaient soit sur des bougeoirs de fer, soit attachées à la tête au moyen d'une courroie de cuir.
  - Les romains se servaient également de lampes à huile en terre cuite ou en métal, lampes plus éclairantes que les chandelles (lampe Rave).
  - Le pouvoir éclairant de l'acétylène a été utilisé dès le XIXe siècle. Cependant comme toutes les lampes à feu nu, son usage fut réservé aux mines métalliques et aux carrières souterraines (lampe Mercier).
- Éclairage de sûreté par lampes portatives.
  - La nécessité d'un éclairage de sûreté dans les atmosphères inflammables des mines (grisou, poussières) s'est avéré nécessaire à la suite de nombreux accidents.
  - Le plus ancien procédé a été imaginé à Whitehaven, en 1760. Il s'agit d'un rouet à silex par dégagement de gerbes d'étincelles.
  - C'est à Humphry Davy et George Stephenson que nous devons le concept des lampes de sûreté : un tamis métallique à mailles très serrées empêche la propagation d'une flamme de l'intérieur vers l'extérieur de la lampe.
  - Ultérieurement les lampes ont été équipées d'abord d'un verre puis d'une cuirasse en tôle. L'essence minérale s'étant substituée à l'huile, on adapta aux lampes un système de rallumage interne.
  - Outre la lampe Davy, citons : la lampe Clanny, la lampe Mueseler, la lampe Marsaut et la lampe Wolf. Chacune marquant un stade nouveau dans l'évolution technique de l'appareil. De nombreuses autres lampes s'apparentent à ces premières: la lampe Rode (1894), la lampe Fumat (1903), la lampe Mulkay, la lampe Müller à système de fermeture magnétique, la lampe Cuvelier-Catrice à fermeture hydraulique, la lampe Demeure, la lampe Seippel, la lampe Koch.
- Lampes électriques portatives

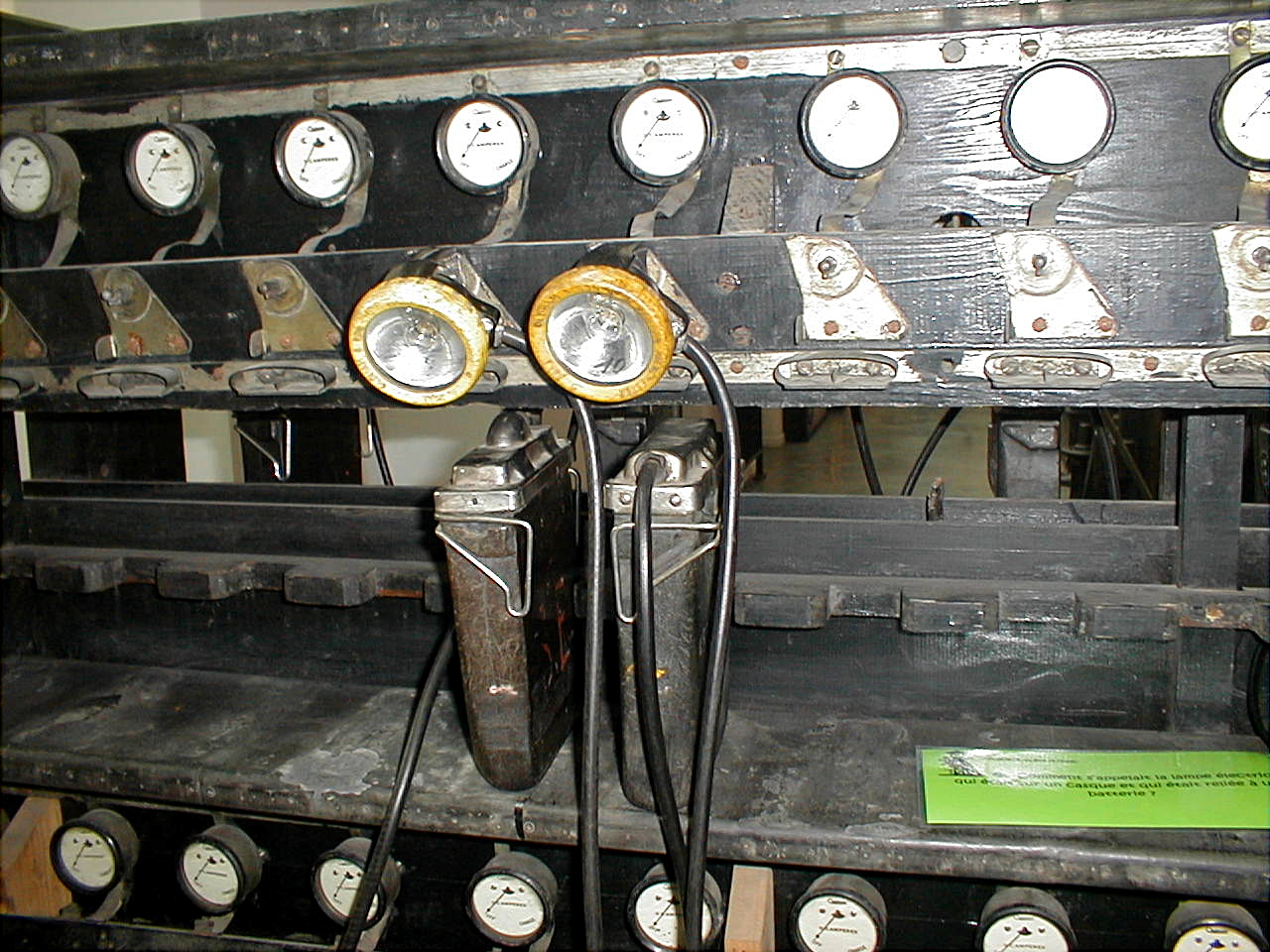
Lampes électriques avec batteries en charge, Bois du Cazier.

- - Les premières lampes électriques portatives à piles primaires mises en service en 1862 étaient loin de répondre à toutes les exigences de sécurité.
  - Les lampes à accumulateur et à électrolyte liquide : modèles d'Edison, de Pitkin, de Swan, de Bréguet, de Pollak, Stella, de Mallet-Parent.
  - Les lampes à accumulateur et électrolyte immobilisé présentent l'avantage de résister aux renversements accidentels. La lampe Süssmann, la lampe Max, la lampe Cotté, la lampe Lux.

### L'abattage

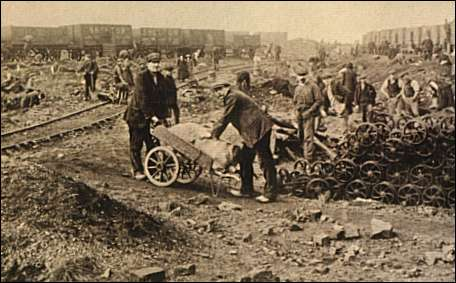
L'exploitation du charbon en 1926 aux États-Unis.

L'opération d'abattage consiste à détacher la roche à extraire du massif et à la réduire en éléments plus petits[réf. nécessaire] pour la manutentionner et la transporter. Cette opération peut être faite de plusieurs manières :
- Abattage à la main,
- Abattage par outils individuels :

Historiquement l'abattage était fait avec des outils à main, la rivelaine (pic à deux pointes à manche long et plat), le pic léger (pic à veine, pic lourd et pic d'avaleresse) ou encore le pied de biche. Ces outils ont été remplacés par le marteau piqueur, instrument de frappe, à mouvement alternatif et dont l'outil est une aiguille.
- Abattage mécanique :

Les premières haveuses ont été mises en service en Angleterre au XIXe siècle, il s'agissait de haveuses à disque. Elles ont été remplacées par des haveuses à barre, puis par des haveuses à chaîne dans les années 1930.
Des rabots ont été mis en service dans les années 1940 en Allemagne. Il s'agissait d'un soc raclant la veine de charbon en prenant appui sur le convoyeur blindé et tiré par un câble ou une chaîne.
- Abattage à l'explosif.

### Coups de feu
- Coup de grisou
- Coup de poussière
- Mesures préventives

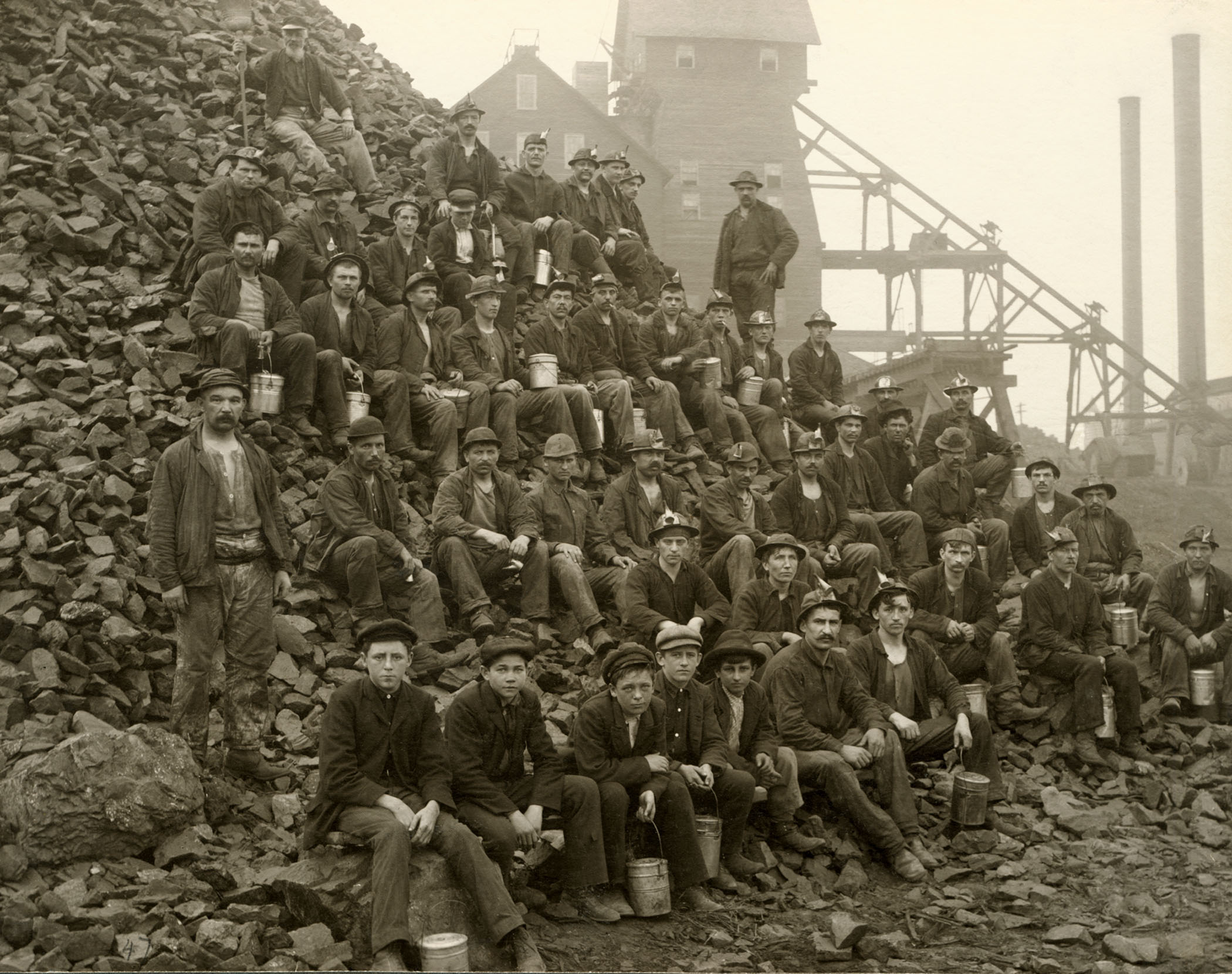
Des mineurs aux États-Unis en 1905.

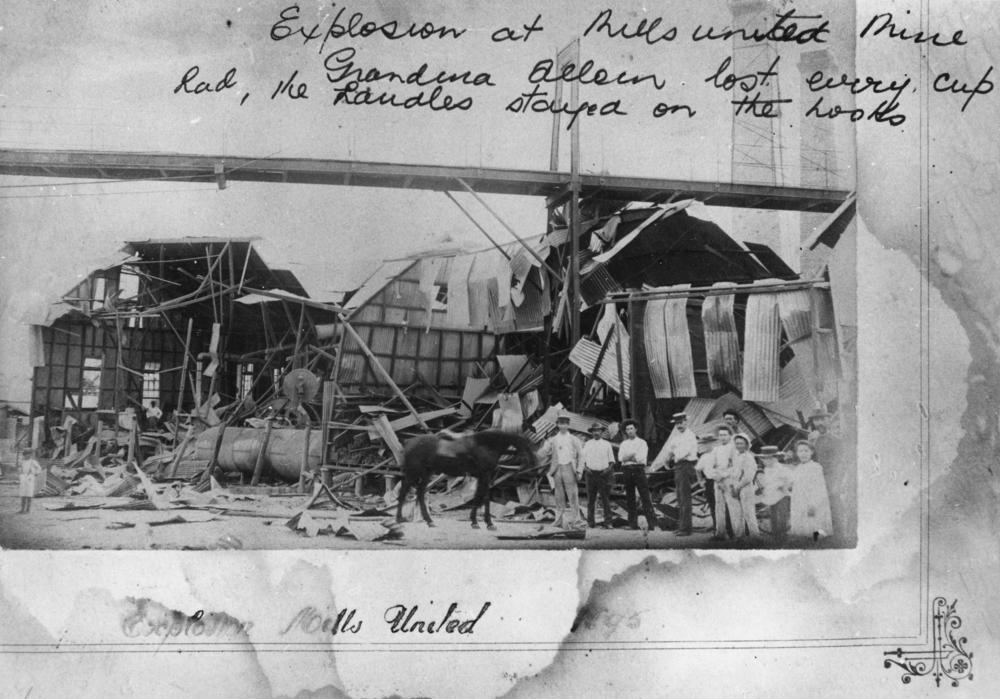
De par le monde, de très nombreux accidents, notamment dus au grisou ont touché les mines et tués des mineurs (ici dans le Queensland en 1895 en Australie).

S'il n'est pas un accident « violent », le feu de mine de charbon est un problème grandissant, notamment en Chine. On estime actuellement qu'environ 1 % de la production de gaz à effet de serre provient de ces feux de mine (20 millions de tonnes de charbon partiraient ainsi en fumée chaque année). A température ambiante, le charbon réagit naturellement et spontanément avec l'oxygène de l'air pour donner du gaz carbonique. Si la chaleur ainsi créée n'est pas évacuée (ex. par ventilation), cette dernière augmente la température du charbon jusqu'à atteindre le seuil de combustion. Le feu de mine est donc très fréquent dans les mines affleurantes ou à ciel ouvert.

### Accidents divers
- Explosion ou embrassement de grisou, ou « coup de grisou »
- Coup de poussière, explosion provoquée par l'embrassement des poussières de charbon (dites "poussier") en suspension ou accumulée dans les travaux souterrains.
- Incendies
- Coups d'eau
- Coups de terrain
- Éboulements
- D.I. : dégagements instantanés de grisou ou parfois d'acide.

### Sauvetage

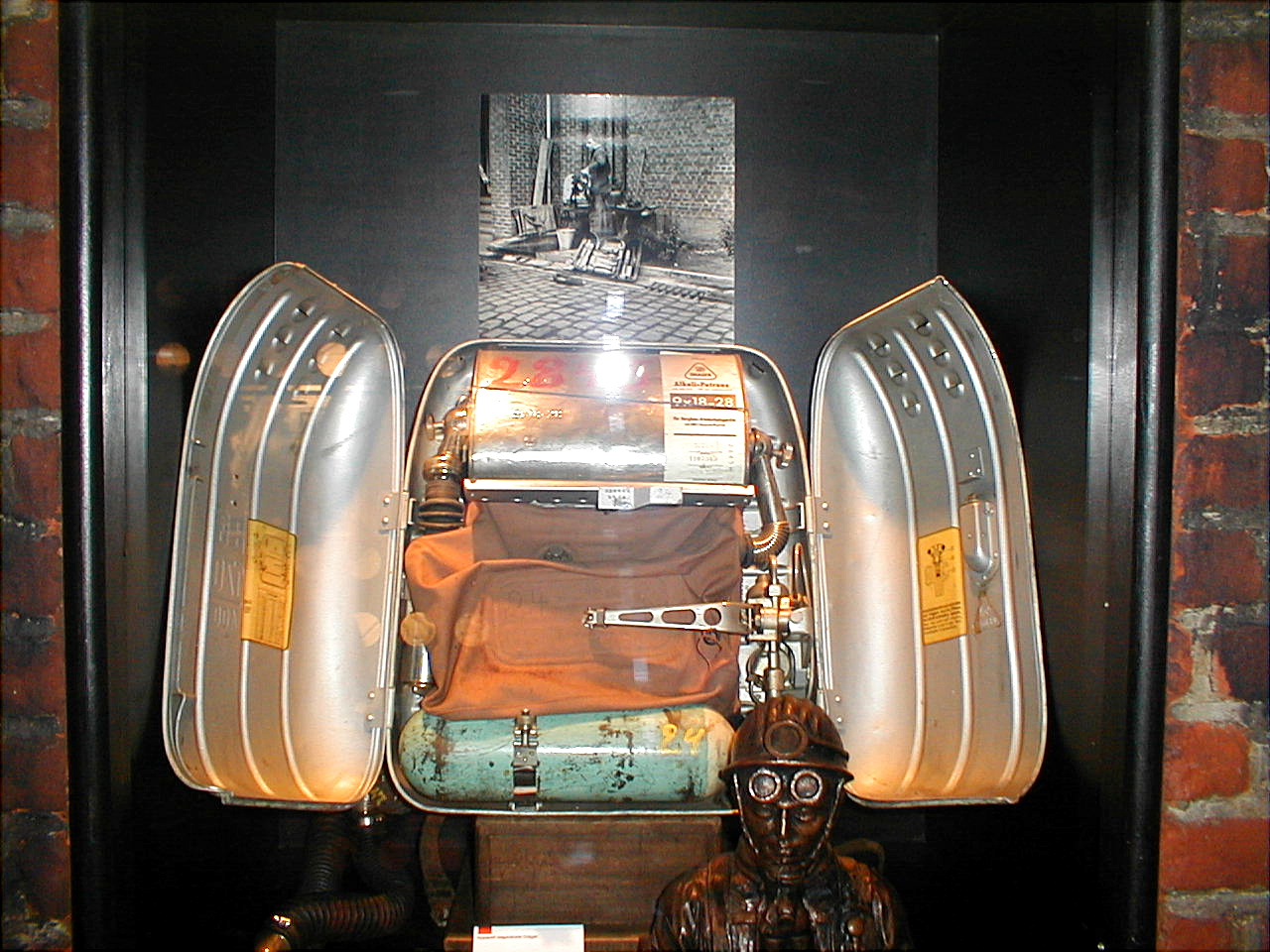
Appareil respiratoire type Dräger utilisé par les sauveteurs des centrales de Marcinelle, Frameries,...

- Appareils respiratoires

- Organisation en vue de sauvetage

## Les mines à ciel ouvert

### Principes généraux
Une mine à ciel ouvert ou open pit consiste à déplacer de grandes quantités de sol et de sous-sol pour ensuite extraire le minerai. On met en place une mine à ciel ouvert lorsque le minerai se trouve relativement proche de la surface. On creuse la roche par dynamitage et le minerai est ensuite chargé sur d’énormes engins pour traitement.

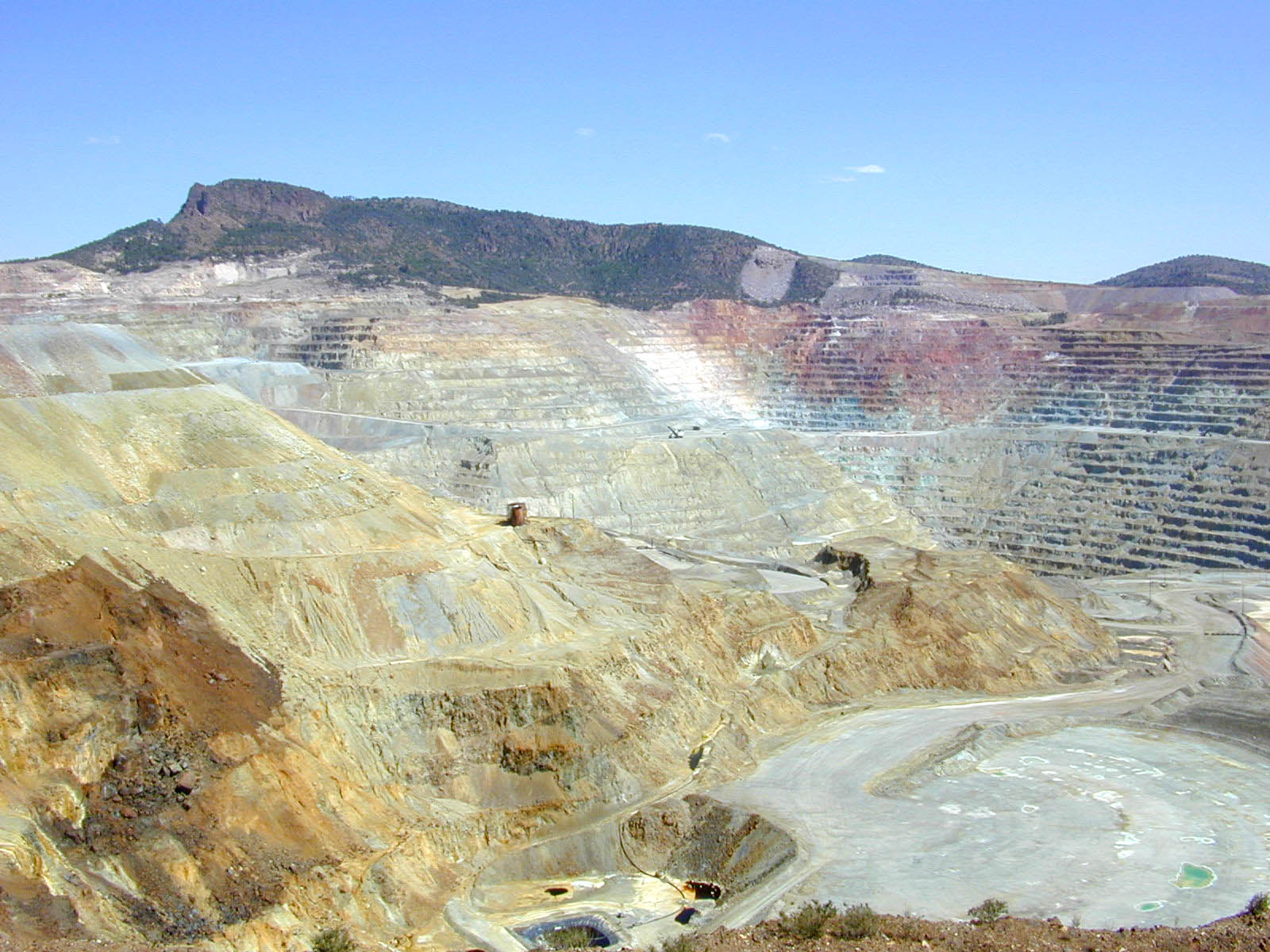
Mine de cuivre à ciel ouvert, Chino Copper Mine, Nouveau-Mexique, États-Unis.
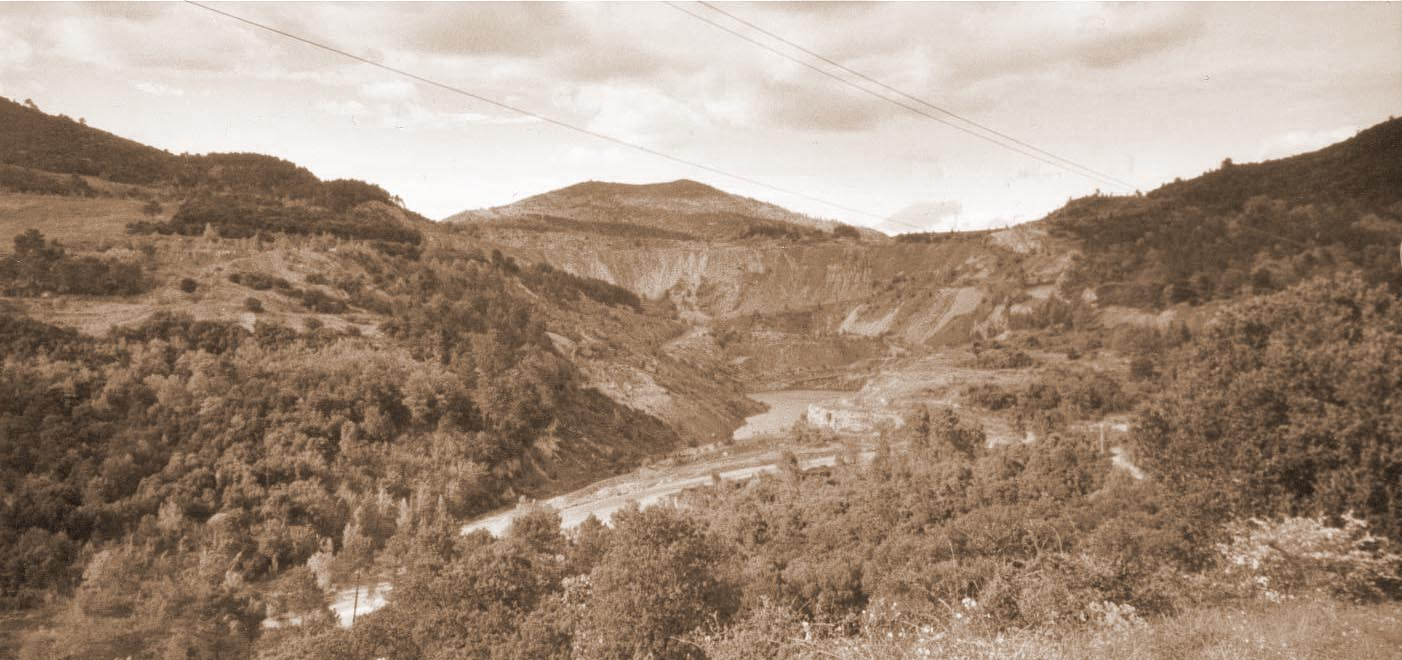
Mine de charbon à ciel ouvert (Cévennes, France).
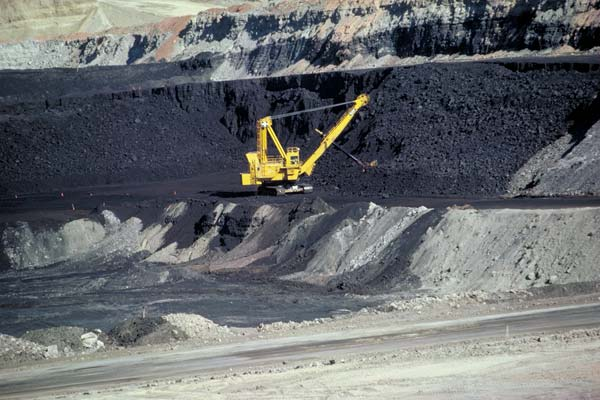
Mine de charbon à ciel ouvert (Wyoming, États-Unis).
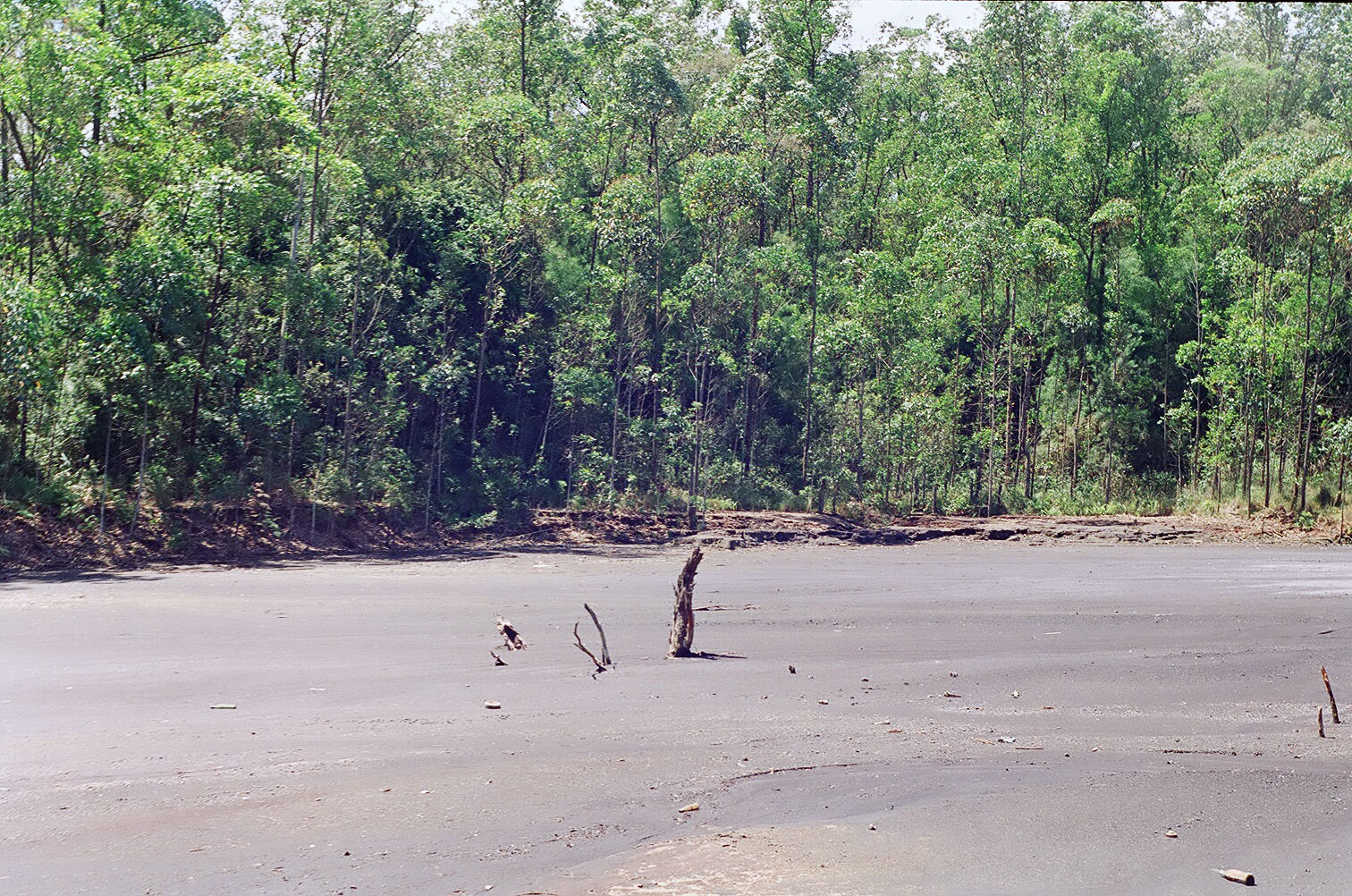
Dégradation de la forêt tropicale due à la mine de charbon de Siderópolis (Brésil).

Mine à ciel ouvert : extraction de lignite à Garzweiler (Allemagne).

### Les mines à déplacement du sommet
Les mines à déplacement du sommet, ou mountain-top removal (MTR) en anglais, sont un type particulier de mine à ciel ouvert, utilisée presque exclusivement dans les montagnes des États-Unis. La végétation est d’abord détruite, puis le sol arraché. Les déblais sont simplement poussés dans les fonds de vallée, ce qui permet de niveler une région accidentée, mais provoque aussi une pollution importante.
Dans les Appalaches, le colmatage des fonds de vallée fait disparaître 500 montagnes et 200 km de cours d’eau par an, augmentant ainsi le risque d'inondations. Le paysage subsistant est généralement lunaire.

## La fin de l'exploitation des mines de charbon

### L'après-mine
L'après-mine est l'ensemble des conséquences de la cessation d'une activité minière.

## Catastrophes minières
L'histoire de l'extraction minière est jalonnée de catastrophes et l'époque actuelle n'est pas épargnée. Ces catastrophes sont de plusieurs types :
- Effondrement de galeries
- Affaissement des sols
- Incendies et explosions
- Inondations
- Éboulement de mines à ciel ouvert
- Rupture de retenues de résidus

Les conséquences en sont humaines, économiques et de plus en plus environnementales.

## Dans la littérature
- Littérature en langue française :
  - Émile Zola : Germinal, 1884-1885.
  - Jules Verne :
    - Les Indes noires, 1877.
    - L'Étoile du sud, 1884.

  - Pierre Hubermont : Treize hommes dans la mine, 1930.
  - Constant Malva (mineur et écrivain prolétarien) : Un de la mine, 1942; Mon homme de coupe, 1943; Un mineur vous parle, 1948; Le Jambot 1952.
  - Aurélie Filippetti : Les Derniers Jours de la classe ouvrière, Paris, Stock, 2003.
  - Pat Rieux-Boyer : Poème : Fils de mineurs, Toulouse, Visible sur site: www.msprods.org, 2004.
  - Marie-Paul Armand : La Poussière des corons, 1985.
  - Sylvette Durbiano : Les Pigeonniers, Paris, Editions de l'Amandier, 2006.
- Littérature en d'autres langues :
  - Richard Llewellyn : Qu'elle était verte ma vallée, Editions Jeheber, 1947.
  - A. J. Cronin : Sous le regard des étoiles, 1935; La Citadelle, 1937.
  - Tawni O'Dell : Le Temps de la colère, Paris, Éditions Belfond, 2001.
  - Tawni O'Dell : Retour à Coal Run, Paris, Éditions Belfond, 2004. Sur cet ouvrage, un article dans la revue de sciences sociales « EspacesTemps.net » : Pierre Schill, Coal Run, cité minière de Pennsylvanie, fragment d'Amérique. 
  - George Orwell : Le quai de Wigan, Ivrea, 1995.